# Liste des rues de Saint-Gilles
Ci-dessous, la liste complète des rues de Saint-Gilles, commune belge située en région bruxelloise.

## A
- rue Africaine (aussi Ixelles)
- rue d'Albanie
- chaussée d'Alsemberg (aussi Forest et Uccle)
- rue de l'Amazone (aussi Ixelles)
- rue Américaine (aussi Ixelles)
- rue d'Andenne
- rue d'Angleterre
- rue de l'Aqueduc (aussi Ixelles)
- rue de l'Argonne

## B
- place Bara (aussi Anderlecht)
- rue de Belgrade (aussi Forest)
- rue Berckmans
- rue Fernand Bernier (aussi Forest)
- place de Bethléem
- rue de la Bonté (aussi Bruxelles-ville)
- rue de Bordeaux
- rue Bosquet
- rue Antoine Bréart (aussi Forest)
- Place Marcel Broodthaers (Marcel Broodthaers)
- avenue Brugmann (aussi Forest, Ixelles et Uccle)

## C
- rue Capouillet
- rue du Céleri
- chaussée de Charleroi
- rue Joseph Claes
- avenue Clémentine
- rue Alfred Cluysenaar
- rue Louis Coenen
- rue Coenraets
- place de la Constitution
- rue du Croissant
- rue de la Croix de Pierre

## D
- rue du Danemark
- rue Defacqz
- rue Gustave Defnet
- avenue Paul Dejaer
- rue Dejoncker
- rue de Mérode
- rue César Depaepe
- rue Dethy
- rue Arthur Diderich
- place Julien Dillens
- rue Ducpétiaux
- place Hermann Dumont

## E
- rue d'Écosse
- de l'Église Saint-Gilles
- rue d'Espagne
- esplanade de l'Europe
- rue des Étudiants

## F
- rue Faider
- rue Émile Feron
- rue de la Filature
- avenue Fonsny
- cité Fontainas
- rue Fontainas
- rue de la Forge
- chaussée de Forest
- rue du Fort
- rue de France

## G
- rue Franz Gailliard
- rue Garibaldi

## H
- rue André Hennebicq
- place des Héros
- rue de Hollande
- place Victor Horta
- rue de l'Hôtel des Monnaies

## I
- rue de l'Imprimerie
- rue de l'Instruction
- rue d'Irlande

## J
- boulevard Jamar
- place Paul Janson
- avenue Henri Jaspar
- avenue de la Jonction
- rue Jourdan

## L
- rue Jef Lambeaux
- rue de Lausanne
- rue de la Linière
- rue de Lisbonne
- rue de Livourne
- place Loix
- rue de Lombardie
- rue du Lycée

## M
- rue du Métal
- rue du Mont-Blanc
- avenue du Mont Kemmel
- rue de Monténégro
- place Louis Morichar
- rue Moris
- rue de Moscou

## N
- rue de Neufchâtel
- rue de Norvège

## P
- avenue du Parc
- rue de Parme
- rue de Pologne
- avenue de la Porte de Hal
- rue du Portugal
- rue de Prague

## R
- rue de la Rhétorique
- rue Jean Robie
- avenue du Roi
- rue de Rome
- rue de Roumanie
- rue de Russie

## S
- rue Saint-Bernard
- barrière de Saint-Gilles
- parvis de Saint-Gilles
- rue de Savoie
- rue de Serbie
- rue Simonis
- rue de la Source
- avenue Paul-Henri Spaak
- rue Jean Stass
- rue Steens
- rue de Suède
- rue de Suisse

## T
- rue de Tamines
- rue Tasson-Snel, du nom du peintre Balthazar-François Tasson-Snel
- rue Guillaume Tell
- avenue de la Toison d'Or
- parvis de la Trinité

## V
- square Gérard van Caulaert
- rue Vanderschrick
- rue Théodore Verhaegen
- rue Eugène Verheggen
- rue des Vétérinaires
- rue Veydt
- rue de la Victoire
- rue des Vieillards
- avenue des Villas (aussi Forest)
- rue Vlogaert
- avenue Jean Volders

## W
- rue Henri Wafelaerts
- rue Égide Walschaerts
- chaussée de Waterloo
- rue Maurice Wilmotte

## Z
- Haut – A
- B
- C
- D
- E
- F
- G
- H
- I
- J
- K
- L
- M
- N
- O
- P
- Q
- R
- S
- T
- U
- V
- W
- X
- Y
- Z